# Joseph Tovalou Quénum
Joseph Tovalou Quénum (né en 1855 à Abomey, dans le royaume de Dahomey, et décédé le 13 décembre 1925 à Ouidah, dans la colonie du Dahomey) est un aristocrate dahoméen favorable à la colonisation française.

## Famille
Issu de la famille Quénum (transcription française de Houénou), Joseph Tovalou Quénum est le père de Casimir Aboki Tovalou Quenum et de Marc Tovalou Quénum.

## Biographie
Beau-frère du roi Béhanzin, dont il a épousé une sœur, Joseph Tovalou Quénum n'en soutient pas moins la politique francophile du roi Toffa de Porto-Novo. Partisan des Français, dont il juge la politique plus favorable au commerce, il leur apporte son aide durant la Seconde Guerre du Dahomey. Nommé conseiller de l'administration coloniale après la conquête, il jouit du statut de notable et envoie ses enfants étudier en France.

## Décorations
- Chevalier de la Légion d'honneur
- Officier de l'Étoile noire du Dahomey
- Officier du Mérite agricole
- Chevalier de l'ordre du Cambodge